# 奧納加 (伊利諾伊州)
奧納加（英語：Onarga）是位於美國伊利諾伊州易洛魁縣的一個村落。

## 地理
奧納加的座標為40°42′54″N 88°00′22″W / 40.71500°N 88.00611°W，而該地最高點為海拔高度204米（即669英尺）。

## 人口
根據2010年美國人口普查的數據，奧納加的面積為3.06平方千米，當中陸地面積為3.06平方千米，而水域面積為0.00平方千米。當地共有人口1368人，而人口密度為每平方千米447人。